# Cercs
Cercs (spanisch Serchs) ist ein Ort und eine Gemeinde (municipi) mit 1.193 Einwohnern (Stand: 2024) in der Comarca Berguedà in der Provinz Barcelona in der Autonomen Region Katalonien. Neben dem Hauptort Cercs besteht die Gemeinde aus den Ortschaften Sant Jordi, Sant Corneli, Sant Josep und La Rodonella. 

## Lage
Cercs liegt in einer Höhe von etwa 615 m in den südlichen Ausläufern der Pyrenäen in der Comarca Berguedà im Norden Kataloniens am Fluss Llobregat, der hier aufgestaut wird. 

## Bevölkerungsentwicklung
| Jahr      | 1960 | 1970 | 1981 | 1991 | 2001 | 2011 | 2021 |
| Einwohner | 4145 | 3120 | 1901 | 1665 | 1371 | 1311 | 1192 |

## Sehenswürdigkeiten
- Archäologische Fundstelle Vilosiu (Hausreste aus der Zeit um 1000)
- Burgruine von Blancafort
- Marienkirche
- Wallfahrtskirche Mutter Gottes
- Quiricuskirche aus dem 9. Jahrhundert
- Georgiuskapelle
- Salvatorkloster im See (Sant Salvador de la Vendella)

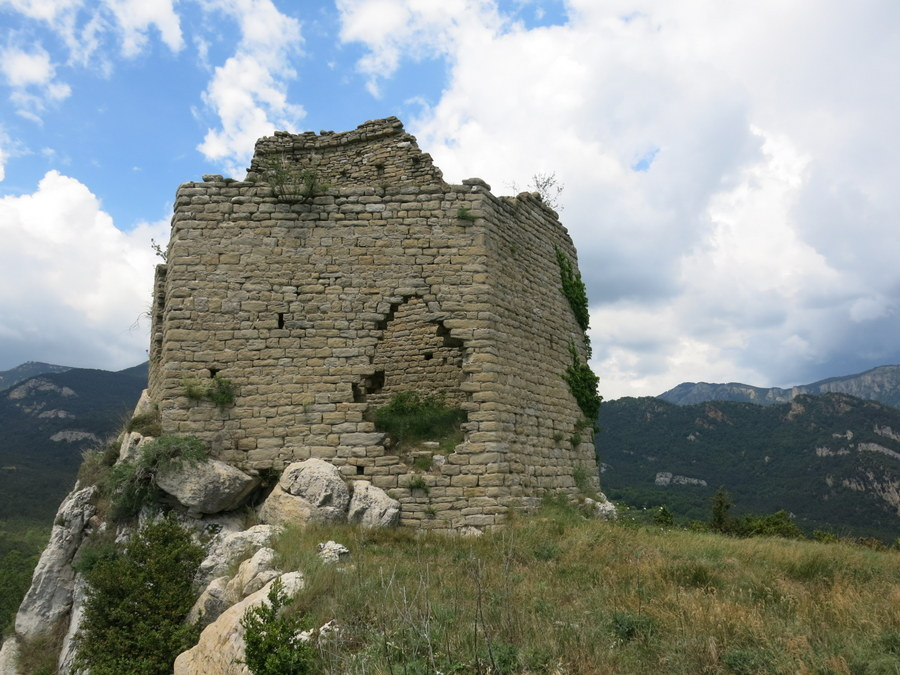
Burgruine von Blancafort
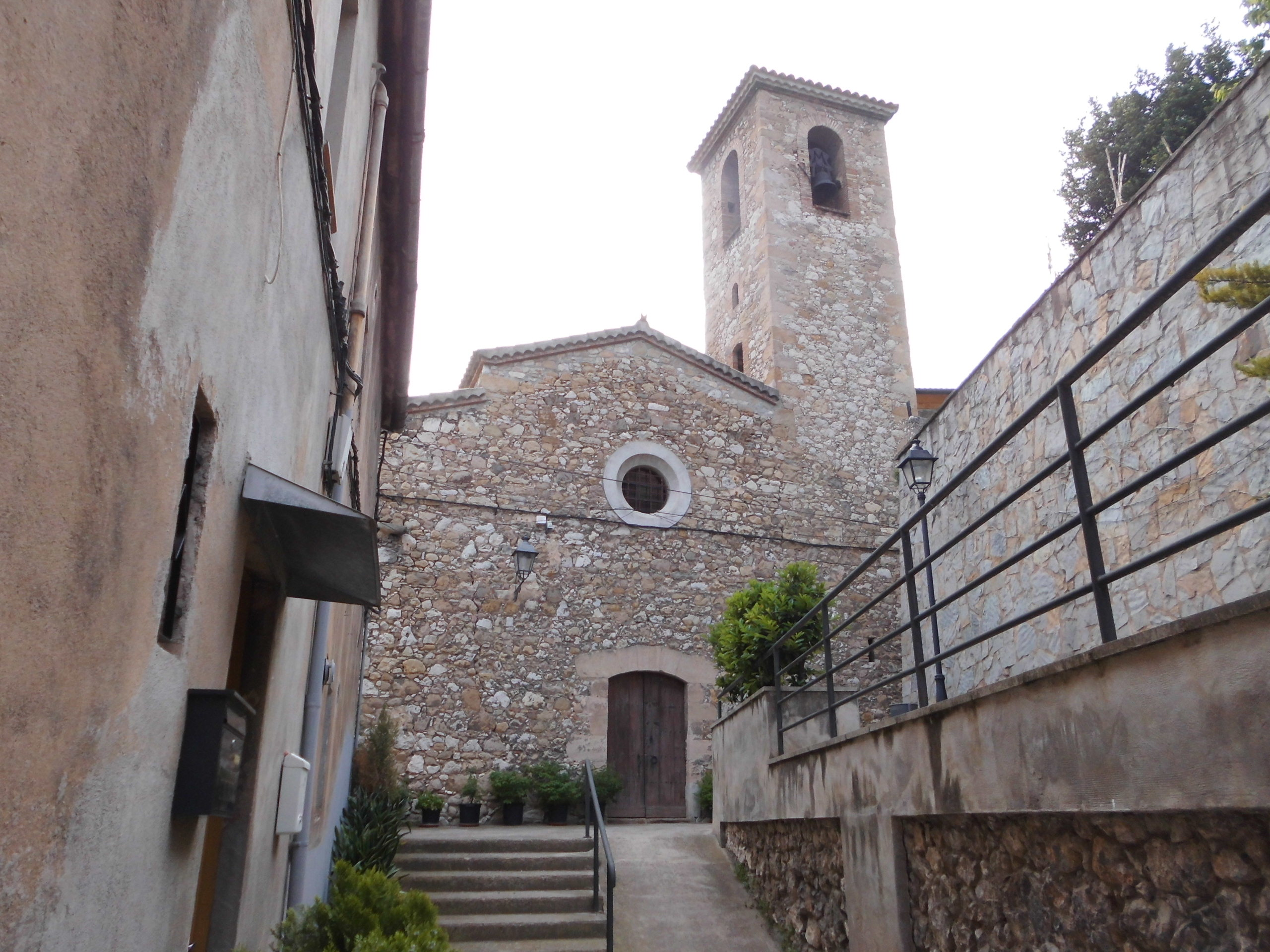
Marienkirche
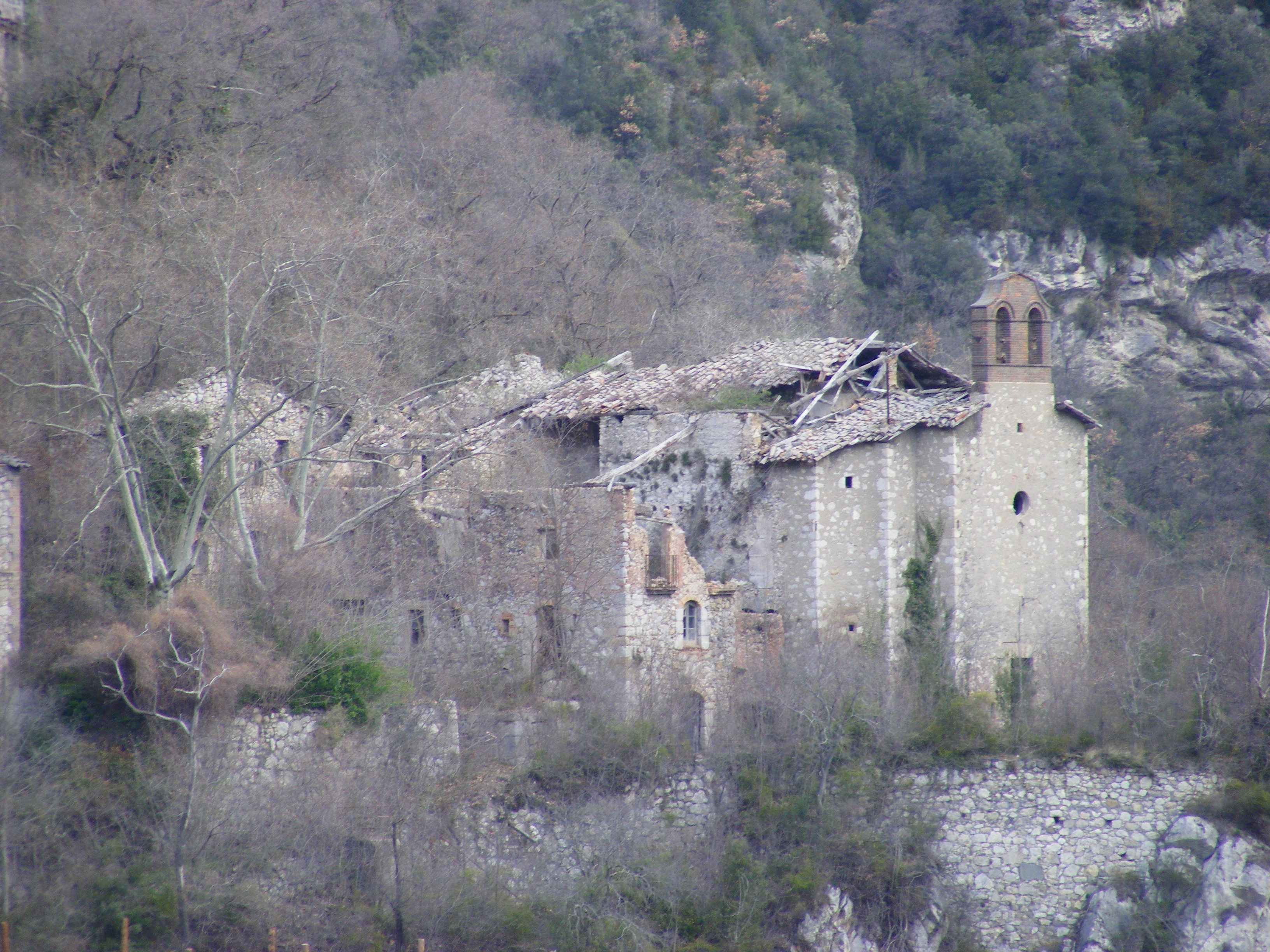
Wallfahrtskirche Mutter Gottes
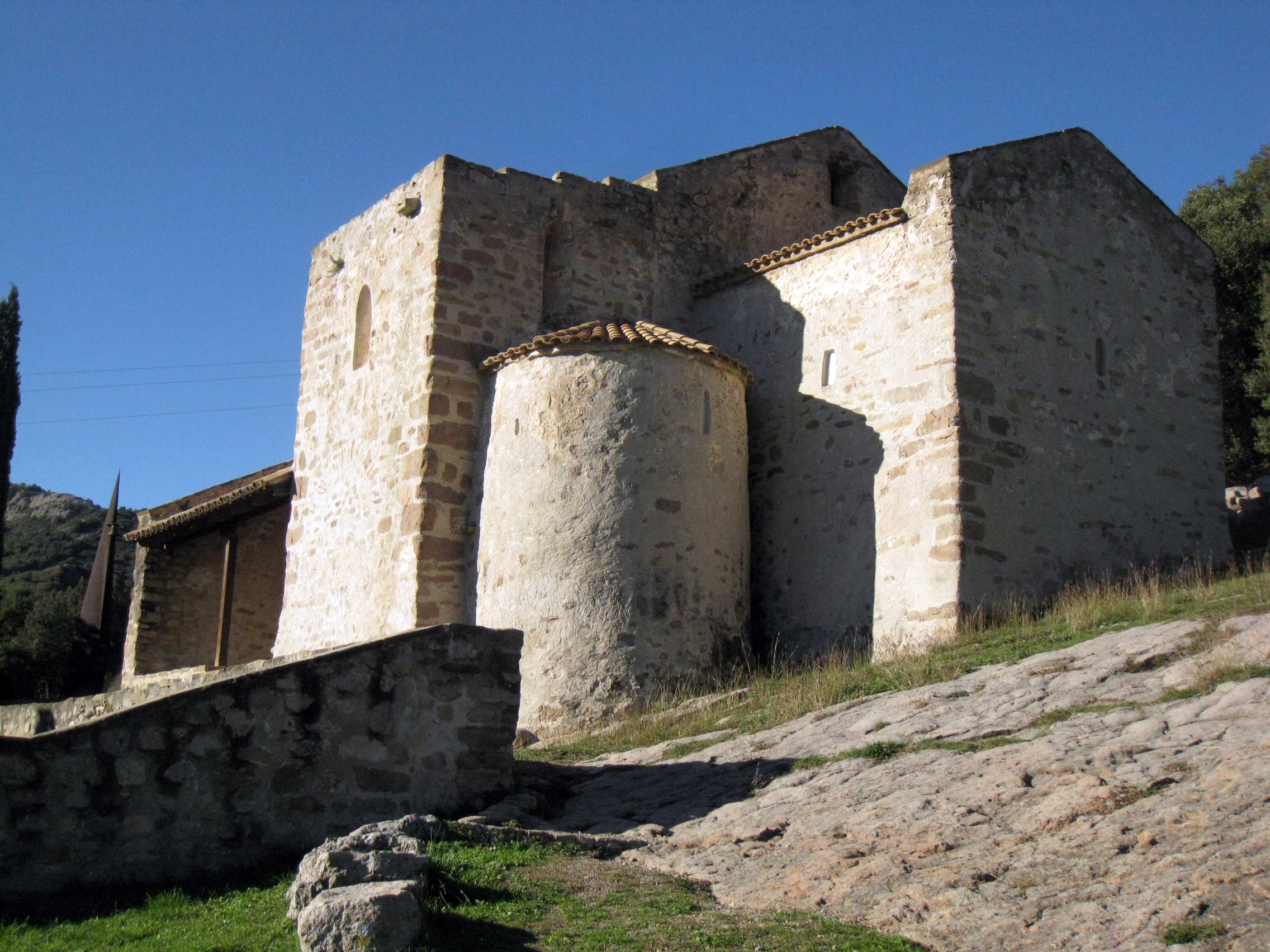
Quiricuskirche
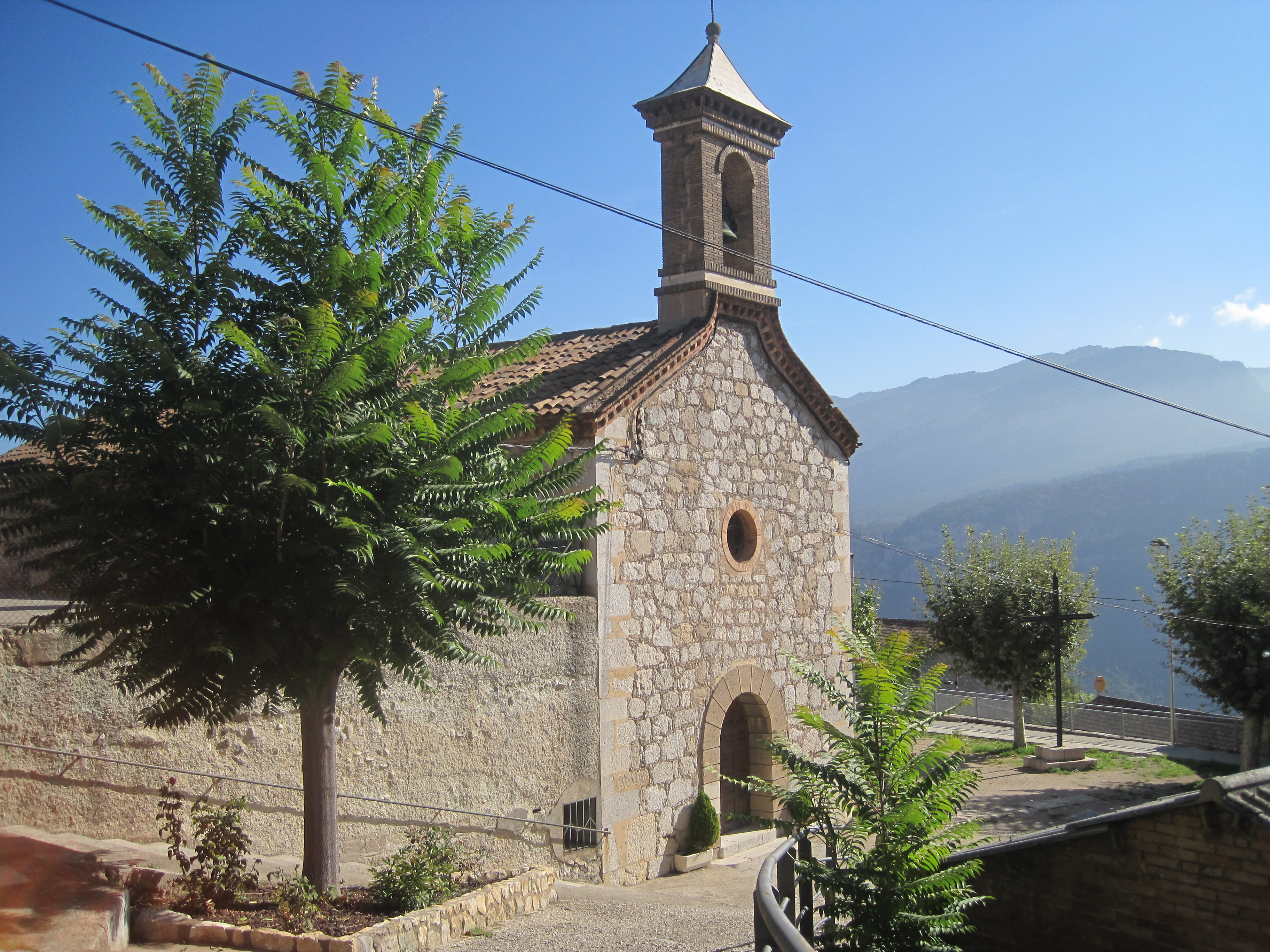
Kapelle von Sant Corneli
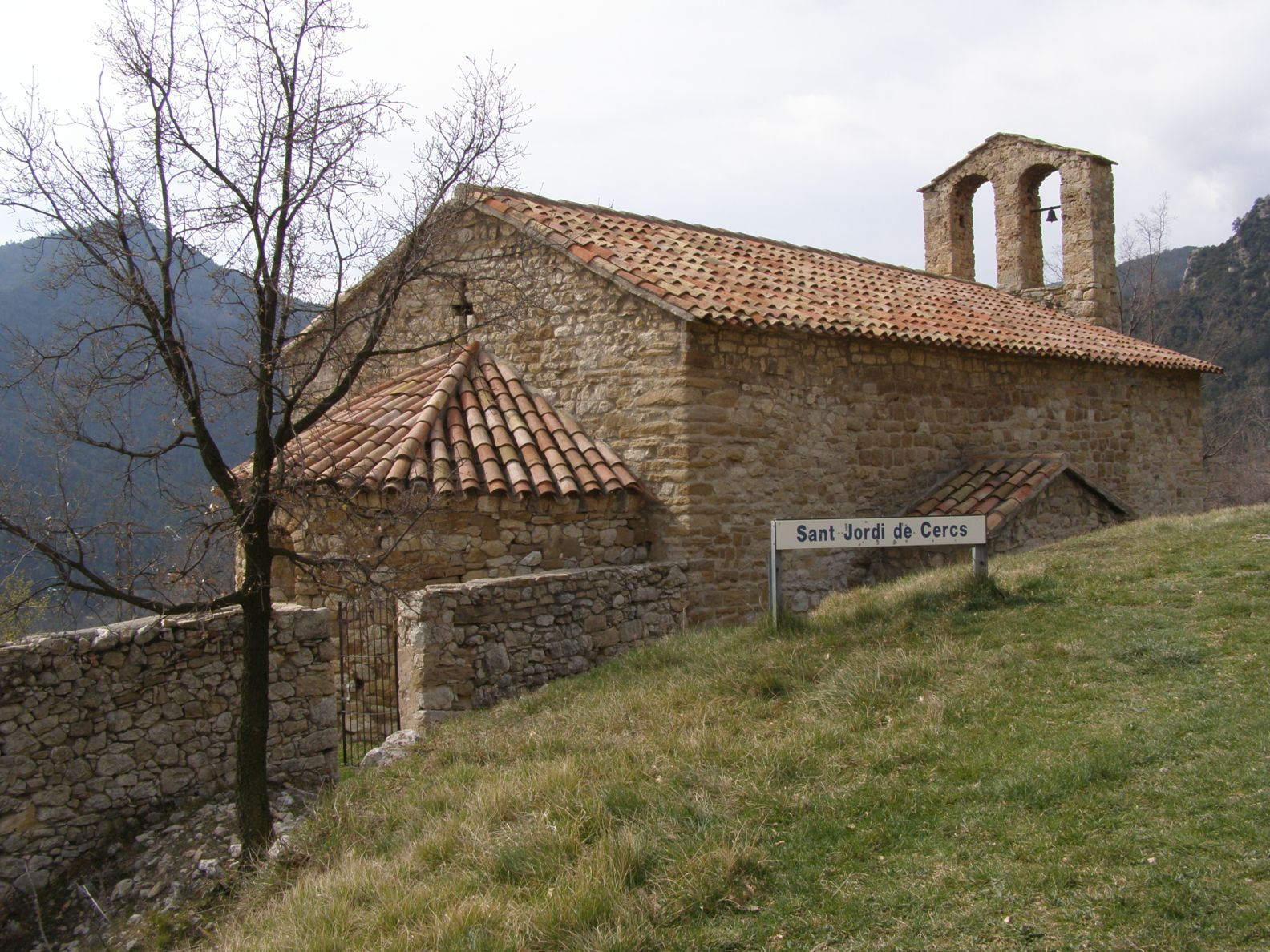
Georgiuskapelle
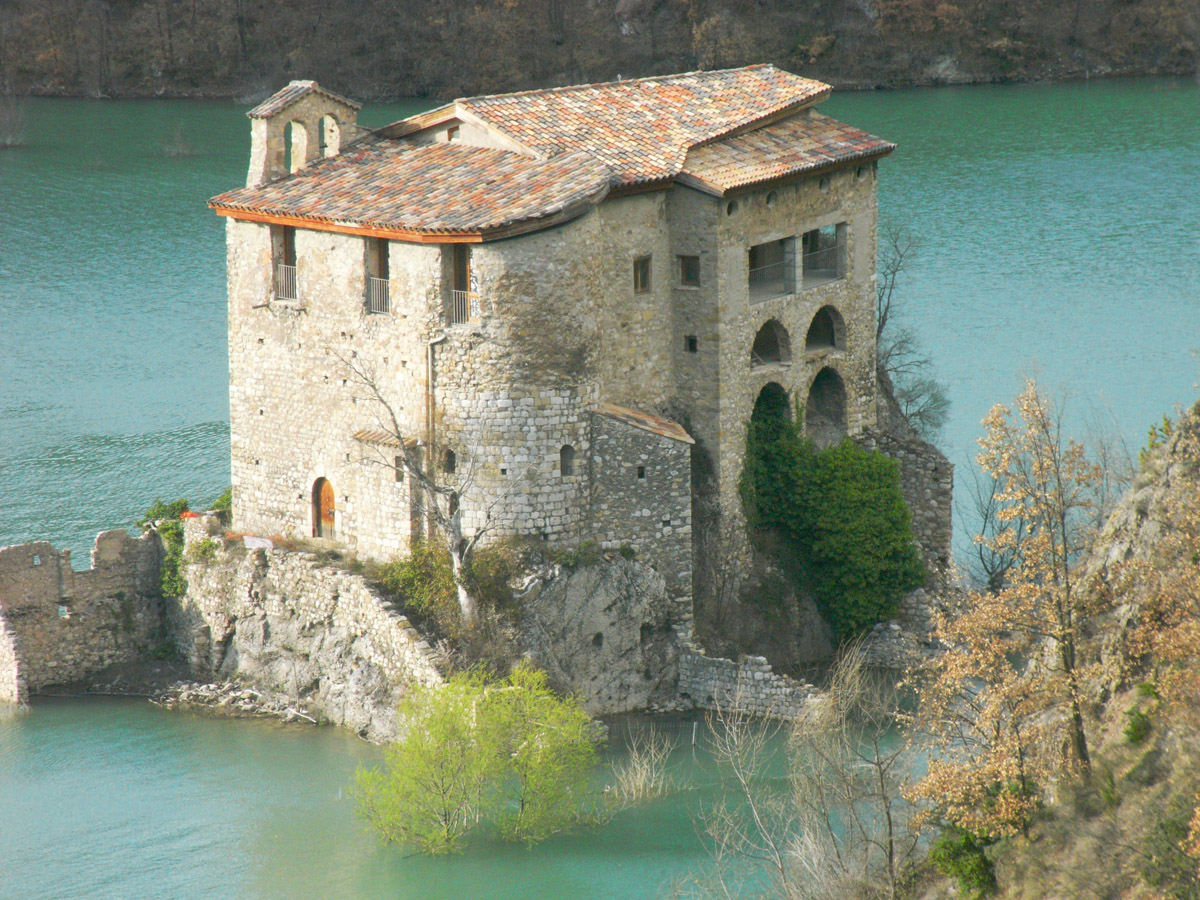
Salvatorkloster
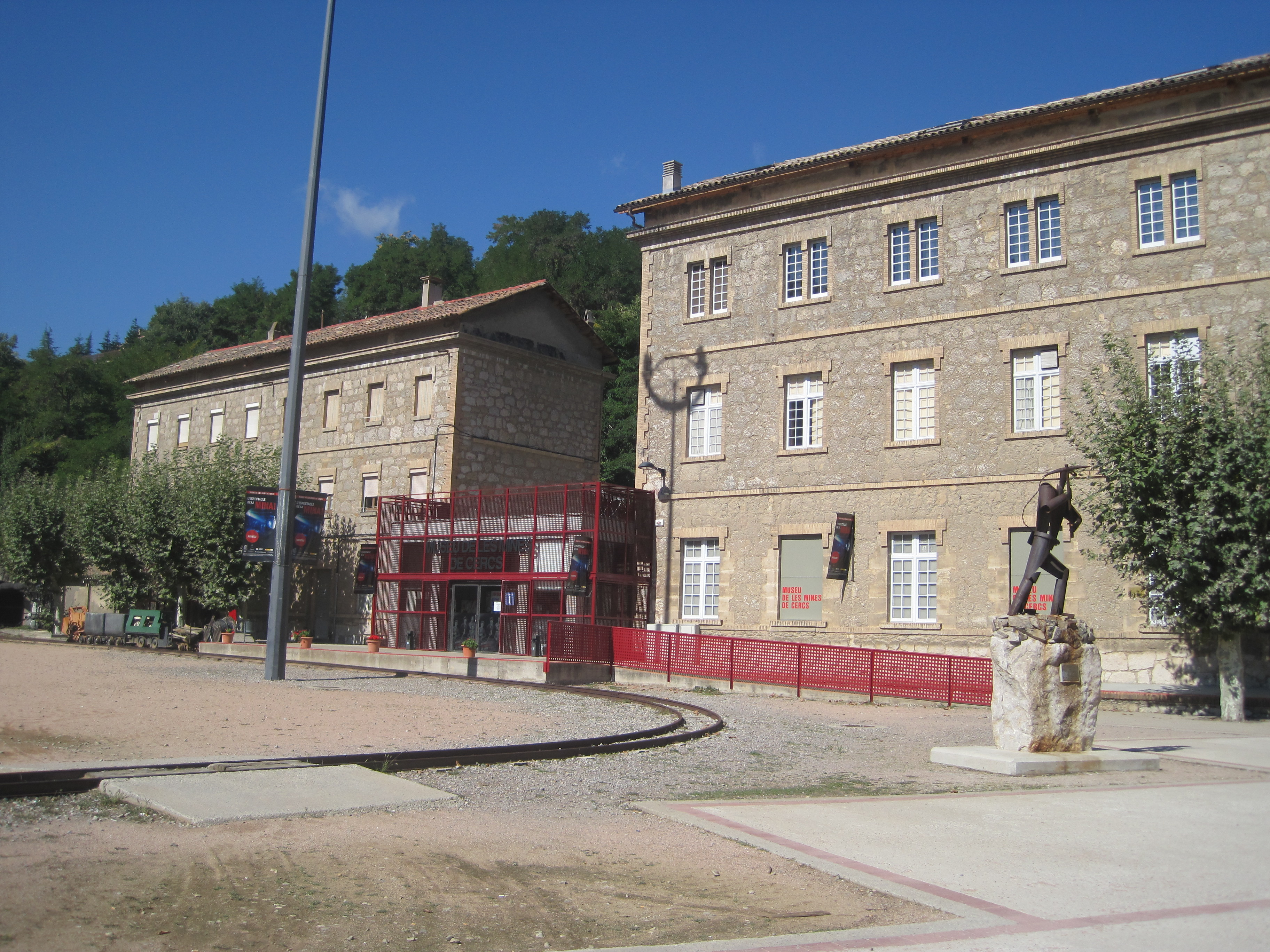
Bergbaumuseum